# Пляжна піжама
Пляжна піжама (англ. Beach Pajamas) — американська короткометражна кінокомедія Роско Арбакла 1931 року.

## У ролях
- Луїс Джон Бартельс — мандрівний комівояжер
- Едді МакПайл
- Єна Грегорі
- Шарлотта Міно
- Вернон Дент
- Джеймс Фінлейсон
- Евелін Де Шілдс
- Джорджі Біллінгс
- Чарльз Р. Мур
- Аль Томпсон